# Cratere Lamyrus
Lamyrus è un cratere sulla superficie di Dione. Trae nome da Lamiro, un guerriero rutulo nell'Eneide di Virgilio.